# Catwalk
Catwalk（キャットウォーク）は、SOUL'd OUTの12枚目のシングルである。

## 概要
- 3枚目のアルバム『ALIVE』からのリカットシングル。
- DVD付2枚組で、1枚目はタイトル曲とリミックス、2枚目には3曲のビデオクリップが収録されている。
- ジャケットは荒木飛呂彦が描いた猫女風のメンバーたち。

## 収録曲

### DISC 01
1. Catwalk (5:31)
（作詞：Diggy-MO'，Bro.Hi　作曲：Diggy-MO'，Shinnosuke　編曲：Shinnosuke）
リカットのためか、ミュージック・ビデオは制作されていない。
CDTVのランキングではALIVEのPVを編集したものに被せて流されていた。
2. Catwalk～Magdarise Remix～ (6:10)
3. Catwalk～Deckstream Remix～ (5:39)

### DISC 02
1. イルカ
2. ALIVE
3. TOKYO通信〜Urbs Communication〜

## 収録アルバム
- Single Collection（#1）